# Mirówek
Mirówek [pronunciación en polaco: /miˈruvɛk/] es un pueblo ubicado en el distrito administrativo de Gmina Mirów, dentro del Condado de Szydłowiec, Voivodato de Mazovia, en el este de Polonia central. Se encuentra aproximadamente a 4 kilómetros al norte de Mirów, a 13 kilómetros al este de Szydłowiec, y a 110 kilómetros al sur de Varsovia.